# 1251
Portal Geschichte | Portal Biografien | Aktuelle Ereignisse | Jahreskalender | Tagesartikel

◄ |
12. Jahrhundert |
13. Jahrhundert
| 14. Jahrhundert | ►

◄ |
1220er |
1230er |
1240er |
1250er
| 1260er | 1270er | 1280er | ►

◄◄ |
◄ |
1247 |
1248 |
1249 |
1250 |
1251
| 1252 | 1253 | 1254 | 1255 | ► | ►►
Staatsoberhäupter  · Nekrolog
| Januar | Januar | Januar | Januar | Januar | Januar | Januar | Januar |
| Kw     | Mo     | Di     | Mi     | Do     | Fr     | Sa     | So     |
| ------ | ------ | ------ | ------ | ------ | ------ | ------ | ------ |
| 52     |        |        |        |        |        |        | 1      |
| 1      | 2      | 3      | 4      | 5      | 6      | 7      | 8      |
| 2      | 9      | 10     | 11     | 12     | 13     | 14     | 15     |
| 3      | 16     | 17     | 18     | 19     | 20     | 21     | 22     |
| 4      | 23     | 24     | 25     | 26     | 27     | 28     | 29     |
| 5      | 30     | 31     |        |        |        |        |        |

| Februar | Februar | Februar | Februar | Februar | Februar | Februar | Februar |
| Kw      | Mo      | Di      | Mi      | Do      | Fr      | Sa      | So      |
| ------- | ------- | ------- | ------- | ------- | ------- | ------- | ------- |
| 5       |         |         | 1       | 2       | 3       | 4       | 5       |
| 6       | 6       | 7       | 8       | 9       | 10      | 11      | 12      |
| 7       | 13      | 14      | 15      | 16      | 17      | 18      | 19      |
| 8       | 20      | 21      | 22      | 23      | 24      | 25      | 26      |
| 9       | 27      | 28      |         |         |         |         |         |

| März | März | März | März | März | März | März | März |
| Kw   | Mo   | Di   | Mi   | Do   | Fr   | Sa   | So   |
| ---- | ---- | ---- | ---- | ---- | ---- | ---- | ---- |
| 9    |      |      | 1    | 2    | 3    | 4    | 5    |
| 10   | 6    | 7    | 8    | 9    | 10   | 11   | 12   |
| 11   | 13   | 14   | 15   | 16   | 17   | 18   | 19   |
| 12   | 20   | 21   | 22   | 23   | 24   | 25   | 26   |
| 13   | 27   | 28   | 29   | 30   | 31   |      |      |

| April | April | April | April | April | April | April | April |
| Kw    | Mo    | Di    | Mi    | Do    | Fr    | Sa    | So    |
| ----- | ----- | ----- | ----- | ----- | ----- | ----- | ----- |
| 13    |       |       |       |       |       | 1     | 2     |
| 14    | 3     | 4     | 5     | 6     | 7     | 8     | 9     |
| 15    | 10    | 11    | 12    | 13    | 14    | 15    | 16    |
| 16    | 17    | 18    | 19    | 20    | 21    | 22    | 23    |
| 17    | 24    | 25    | 26    | 27    | 28    | 29    | 30    |

| Mai | Mai | Mai | Mai | Mai | Mai | Mai | Mai |
| Kw  | Mo  | Di  | Mi  | Do  | Fr  | Sa  | So  |
| --- | --- | --- | --- | --- | --- | --- | --- |
| 18  | 1   | 2   | 3   | 4   | 5   | 6   | 7   |
| 19  | 8   | 9   | 10  | 11  | 12  | 13  | 14  |
| 20  | 15  | 16  | 17  | 18  | 19  | 20  | 21  |
| 21  | 22  | 23  | 24  | 25  | 26  | 27  | 28  |
| 22  | 29  | 30  | 31  |     |     |     |     |

| Juni | Juni | Juni | Juni | Juni | Juni | Juni | Juni |
| Kw   | Mo   | Di   | Mi   | Do   | Fr   | Sa   | So   |
| ---- | ---- | ---- | ---- | ---- | ---- | ---- | ---- |
| 22   |      |      |      | 1    | 2    | 3    | 4    |
| 23   | 5    | 6    | 7    | 8    | 9    | 10   | 11   |
| 24   | 12   | 13   | 14   | 15   | 16   | 17   | 18   |
| 25   | 19   | 20   | 21   | 22   | 23   | 24   | 25   |
| 26   | 26   | 27   | 28   | 29   | 30   |      |      |

| Juli | Juli | Juli | Juli | Juli | Juli | Juli | Juli |
| Kw   | Mo   | Di   | Mi   | Do   | Fr   | Sa   | So   |
| ---- | ---- | ---- | ---- | ---- | ---- | ---- | ---- |
| 26   |      |      |      |      |      | 1    | 2    |
| 27   | 3    | 4    | 5    | 6    | 7    | 8    | 9    |
| 28   | 10   | 11   | 12   | 13   | 14   | 15   | 16   |
| 29   | 17   | 18   | 19   | 20   | 21   | 22   | 23   |
| 30   | 24   | 25   | 26   | 27   | 28   | 29   | 30   |
| 31   | 31   |      |      |      |      |      |      |

| August | August | August | August | August | August | August | August |
| Kw     | Mo     | Di     | Mi     | Do     | Fr     | Sa     | So     |
| ------ | ------ | ------ | ------ | ------ | ------ | ------ | ------ |
| 31     |        | 1      | 2      | 3      | 4      | 5      | 6      |
| 32     | 7      | 8      | 9      | 10     | 11     | 12     | 13     |
| 33     | 14     | 15     | 16     | 17     | 18     | 19     | 20     |
| 34     | 21     | 22     | 23     | 24     | 25     | 26     | 27     |
| 35     | 28     | 29     | 30     | 31     |        |        |        |

| September | September | September | September | September | September | September | September |
| Kw        | Mo        | Di        | Mi        | Do        | Fr        | Sa        | So        |
| --------- | --------- | --------- | --------- | --------- | --------- | --------- | --------- |
| 35        |           |           |           |           | 1         | 2         | 3         |
| 36        | 4         | 5         | 6         | 7         | 8         | 9         | 10        |
| 37        | 11        | 12        | 13        | 14        | 15        | 16        | 17        |
| 38        | 18        | 19        | 20        | 21        | 22        | 23        | 24        |
| 39        | 25        | 26        | 27        | 28        | 29        | 30        |           |

| Oktober | Oktober | Oktober | Oktober | Oktober | Oktober | Oktober | Oktober |
| Kw      | Mo      | Di      | Mi      | Do      | Fr      | Sa      | So      |
| ------- | ------- | ------- | ------- | ------- | ------- | ------- | ------- |
| 39      |         |         |         |         |         |         | 1       |
| 40      | 2       | 3       | 4       | 5       | 6       | 7       | 8       |
| 41      | 9       | 10      | 11      | 12      | 13      | 14      | 15      |
| 42      | 16      | 17      | 18      | 19      | 20      | 21      | 22      |
| 43      | 23      | 24      | 25      | 26      | 27      | 28      | 29      |
| 44      | 30      | 31      |         |         |         |         |         |

| November | November | November | November | November | November | November | November |
| Kw       | Mo       | Di       | Mi       | Do       | Fr       | Sa       | So       |
| -------- | -------- | -------- | -------- | -------- | -------- | -------- | -------- |
| 44       |          |          | 1        | 2        | 3        | 4        | 5        |
| 45       | 6        | 7        | 8        | 9        | 10       | 11       | 12       |
| 46       | 13       | 14       | 15       | 16       | 17       | 18       | 19       |
| 47       | 20       | 21       | 22       | 23       | 24       | 25       | 26       |
| 48       | 27       | 28       | 29       | 30       |          |          |          |

| Dezember | Dezember | Dezember | Dezember | Dezember | Dezember | Dezember | Dezember |
| Kw       | Mo       | Di       | Mi       | Do       | Fr       | Sa       | So       |
| -------- | -------- | -------- | -------- | -------- | -------- | -------- | -------- |
| 48       |          |          |          |          | 1        | 2        | 3        |
| 49       | 4        | 5        | 6        | 7        | 8        | 9        | 10       |
| 50       | 11       | 12       | 13       | 14       | 15       | 16       | 17       |
| 51       | 18       | 19       | 20       | 21       | 22       | 23       | 24       |
| 52       | 25       | 26       | 27       | 28       | 29       | 30       | 31       |

| Januar | Januar | Januar | Januar | Januar | Januar | Januar | Januar |
| Kw     | Mo     | Di     | Mi     | Do     | Fr     | Sa     | So     |
| ------ | ------ | ------ | ------ | ------ | ------ | ------ | ------ |
| 52     |        |        |        |        |        |        | 1      |
| 1      | 2      | 3      | 4      | 5      | 6      | 7      | 8      |
| 2      | 9      | 10     | 11     | 12     | 13     | 14     | 15     |
| 3      | 16     | 17     | 18     | 19     | 20     | 21     | 22     |
| 4      | 23     | 24     | 25     | 26     | 27     | 28     | 29     |
| 5      | 30     | 31     |        |        |        |        |        |

| Februar | Februar | Februar | Februar | Februar | Februar | Februar | Februar |
| Kw      | Mo      | Di      | Mi      | Do      | Fr      | Sa      | So      |
| ------- | ------- | ------- | ------- | ------- | ------- | ------- | ------- |
| 5       |         |         | 1       | 2       | 3       | 4       | 5       |
| 6       | 6       | 7       | 8       | 9       | 10      | 11      | 12      |
| 7       | 13      | 14      | 15      | 16      | 17      | 18      | 19      |
| 8       | 20      | 21      | 22      | 23      | 24      | 25      | 26      |
| 9       | 27      | 28      |         |         |         |         |         |

| März | März | März | März | März | März | März | März |
| Kw   | Mo   | Di   | Mi   | Do   | Fr   | Sa   | So   |
| ---- | ---- | ---- | ---- | ---- | ---- | ---- | ---- |
| 9    |      |      | 1    | 2    | 3    | 4    | 5    |
| 10   | 6    | 7    | 8    | 9    | 10   | 11   | 12   |
| 11   | 13   | 14   | 15   | 16   | 17   | 18   | 19   |
| 12   | 20   | 21   | 22   | 23   | 24   | 25   | 26   |
| 13   | 27   | 28   | 29   | 30   | 31   |      |      |

| April | April | April | April | April | April | April | April |
| Kw    | Mo    | Di    | Mi    | Do    | Fr    | Sa    | So    |
| ----- | ----- | ----- | ----- | ----- | ----- | ----- | ----- |
| 13    |       |       |       |       |       | 1     | 2     |
| 14    | 3     | 4     | 5     | 6     | 7     | 8     | 9     |
| 15    | 10    | 11    | 12    | 13    | 14    | 15    | 16    |
| 16    | 17    | 18    | 19    | 20    | 21    | 22    | 23    |
| 17    | 24    | 25    | 26    | 27    | 28    | 29    | 30    |

| Mai | Mai | Mai | Mai | Mai | Mai | Mai | Mai |
| Kw  | Mo  | Di  | Mi  | Do  | Fr  | Sa  | So  |
| --- | --- | --- | --- | --- | --- | --- | --- |
| 18  | 1   | 2   | 3   | 4   | 5   | 6   | 7   |
| 19  | 8   | 9   | 10  | 11  | 12  | 13  | 14  |
| 20  | 15  | 16  | 17  | 18  | 19  | 20  | 21  |
| 21  | 22  | 23  | 24  | 25  | 26  | 27  | 28  |
| 22  | 29  | 30  | 31  |     |     |     |     |

| Juni | Juni | Juni | Juni | Juni | Juni | Juni | Juni |
| Kw   | Mo   | Di   | Mi   | Do   | Fr   | Sa   | So   |
| ---- | ---- | ---- | ---- | ---- | ---- | ---- | ---- |
| 22   |      |      |      | 1    | 2    | 3    | 4    |
| 23   | 5    | 6    | 7    | 8    | 9    | 10   | 11   |
| 24   | 12   | 13   | 14   | 15   | 16   | 17   | 18   |
| 25   | 19   | 20   | 21   | 22   | 23   | 24   | 25   |
| 26   | 26   | 27   | 28   | 29   | 30   |      |      |

| Juli | Juli | Juli | Juli | Juli | Juli | Juli | Juli |
| Kw   | Mo   | Di   | Mi   | Do   | Fr   | Sa   | So   |
| ---- | ---- | ---- | ---- | ---- | ---- | ---- | ---- |
| 26   |      |      |      |      |      | 1    | 2    |
| 27   | 3    | 4    | 5    | 6    | 7    | 8    | 9    |
| 28   | 10   | 11   | 12   | 13   | 14   | 15   | 16   |
| 29   | 17   | 18   | 19   | 20   | 21   | 22   | 23   |
| 30   | 24   | 25   | 26   | 27   | 28   | 29   | 30   |
| 31   | 31   |      |      |      |      |      |      |

| August | August | August | August | August | August | August | August |
| Kw     | Mo     | Di     | Mi     | Do     | Fr     | Sa     | So     |
| ------ | ------ | ------ | ------ | ------ | ------ | ------ | ------ |
| 31     |        | 1      | 2      | 3      | 4      | 5      | 6      |
| 32     | 7      | 8      | 9      | 10     | 11     | 12     | 13     |
| 33     | 14     | 15     | 16     | 17     | 18     | 19     | 20     |
| 34     | 21     | 22     | 23     | 24     | 25     | 26     | 27     |
| 35     | 28     | 29     | 30     | 31     |        |        |        |

| September | September | September | September | September | September | September | September |
| Kw        | Mo        | Di        | Mi        | Do        | Fr        | Sa        | So        |
| --------- | --------- | --------- | --------- | --------- | --------- | --------- | --------- |
| 35        |           |           |           |           | 1         | 2         | 3         |
| 36        | 4         | 5         | 6         | 7         | 8         | 9         | 10        |
| 37        | 11        | 12        | 13        | 14        | 15        | 16        | 17        |
| 38        | 18        | 19        | 20        | 21        | 22        | 23        | 24        |
| 39        | 25        | 26        | 27        | 28        | 29        | 30        |           |

| Oktober | Oktober | Oktober | Oktober | Oktober | Oktober | Oktober | Oktober |
| Kw      | Mo      | Di      | Mi      | Do      | Fr      | Sa      | So      |
| ------- | ------- | ------- | ------- | ------- | ------- | ------- | ------- |
| 39      |         |         |         |         |         |         | 1       |
| 40      | 2       | 3       | 4       | 5       | 6       | 7       | 8       |
| 41      | 9       | 10      | 11      | 12      | 13      | 14      | 15      |
| 42      | 16      | 17      | 18      | 19      | 20      | 21      | 22      |
| 43      | 23      | 24      | 25      | 26      | 27      | 28      | 29      |
| 44      | 30      | 31      |         |         |         |         |         |

| November | November | November | November | November | November | November | November |
| Kw       | Mo       | Di       | Mi       | Do       | Fr       | Sa       | So       |
| -------- | -------- | -------- | -------- | -------- | -------- | -------- | -------- |
| 44       |          |          | 1        | 2        | 3        | 4        | 5        |
| 45       | 6        | 7        | 8        | 9        | 10       | 11       | 12       |
| 46       | 13       | 14       | 15       | 16       | 17       | 18       | 19       |
| 47       | 20       | 21       | 22       | 23       | 24       | 25       | 26       |
| 48       | 27       | 28       | 29       | 30       |          |          |          |

| Dezember | Dezember | Dezember | Dezember | Dezember | Dezember | Dezember | Dezember |
| Kw       | Mo       | Di       | Mi       | Do       | Fr       | Sa       | So       |
| -------- | -------- | -------- | -------- | -------- | -------- | -------- | -------- |
| 48       |          |          |          |          | 1        | 2        | 3        |
| 49       | 4        | 5        | 6        | 7        | 8        | 9        | 10       |
| 50       | 11       | 12       | 13       | 14       | 15       | 16       | 17       |
| 51       | 18       | 19       | 20       | 21       | 22       | 23       | 24       |
| 52       | 25       | 26       | 27       | 28       | 29       | 30       | 31       |

## Ereignisse

### Politik und Weltgeschehen

#### Der Italienzug Konrads IV.
- April: Papst Innozenz IV. exkommuniziert den deutschen König Konrad IV. aus dem Hause Hohenstaufen.
- Oktober: Konrad IV. zieht nach Italien, um die Kontrolle über Reichsitalien zu erringen und sein Erbe im Königreich Sizilien anzutreten. Seine schwangere Frau Elisabeth von Bayern bleibt im deutschen Reichsteil zurück. Zur Finanzierung des Italienzuges hat Konrad mehrere Reichsgüter verpfändet. Im November trifft er im Raum Verona ein. Er steht in Kontakt mit mehreren kaiserlichen Anhängern in Reichsitalien und unterhält zudem Verbindungen bis in den östlichen Mittelmeerraum. Zwei von Konrads engsten Vertrauten während seines Aufenthalts in Italien sind Markgraf Berthold von Hohenburg und Walter von Ocra.

#### Weitere Ereignisse im Reich
- 9. Februar: Matthäus II. stirbt. Sein Sohn Friedrich III. wird damit Herzog von Oberlothringen. Er ist zu diesem Zeitpunkt noch nicht dreizehn Jahre alt, so dass seine Mutter Katharina von Limburg für ihn die Regentschaft führt.

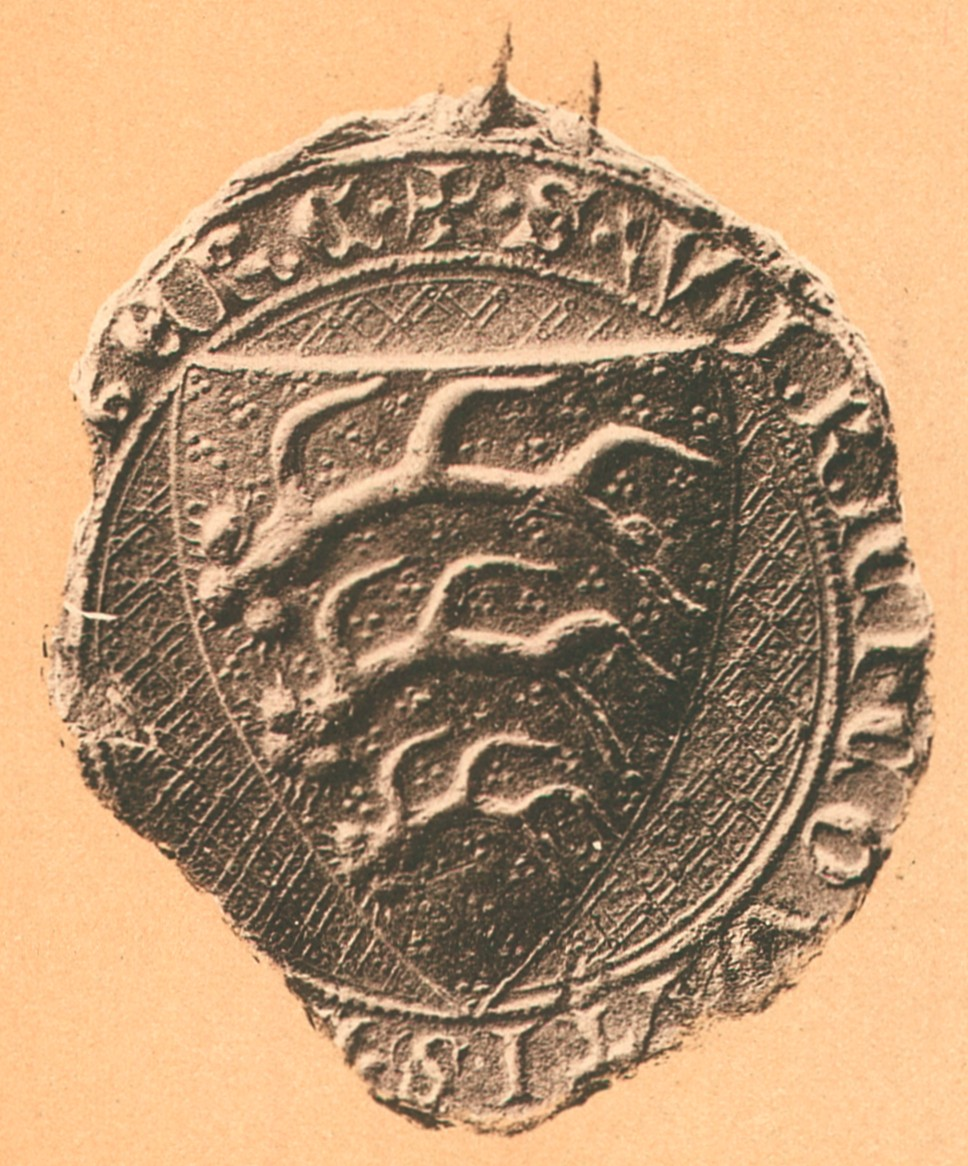
Siegel Ulrichs von Württemberg

- 4. April: Mechthild von Baden heiratet Ulrich I., Graf von Württemberg. Die Hochzeit ist für die territoriale Entwicklung Württembergs und Badens von großer Bedeutung. Das Haus Baden verlagert in dieser Zeit den Schwerpunkt seiner Herrschaft weg von den Besitzungen im mittleren Neckarraum hin zum nördlichen Schwarzwald zwischen Pforzheim und Baden. Mit der Heirat kommt die spätere Landeshauptstadt Stuttgart zu Württemberg.
- Ottokar II. Přemysl wird Herzog von Österreich und Markgraf von Mähren, nachdem er mit seinem Vater Wenzel I. von Böhmen Frieden geschlossen hat. Zu einer Belehnung durch König Konrad IV. kommt es jedoch nicht.

#### Frankreich / Heiliges Land
- Nachdem er gegen Ende des sechsten Kreuzzugs die Verteidigungsanlagen von Akkon instand gesetzt hat, bricht der französische König Ludwig IX. zu einer Pilgerreise auf. Er übernachtet am 24. März in Sepphoris und zieht am folgenden Tag über den Berg Tabor reisend in Nazaret ein, wo er in der Verkündigungsbasilika einer Messe beiwohnt. Von dort aus zieht er nach Caesarea weiter, wo er in den kommenden Monaten den Wiederaufbau der Stadtmauern leitet. Erneut lehnt Ludwig ein Bündnis mit an-Nasir Yusuf von Damaskus ab, obwohl dieser ihm dafür eine Pilgerreise nach Jerusalem in Aussicht stellt.
- April: André de Longjumeau erreicht nach seiner Reise in das Mongolenreich den Hof König Ludwigs IX. in Caesarea Maritima und überbringt Nachricht von der Herrscherwitwe Ogul Qaimish. Diese lehnt eine Allianz der Mongolen mit den Christen ab und fordert diese stattdessen zur Unterwerfung auf, widrigenfalls sie die Kreuzfahrerstaaten zu vernichten droht. Allerdings kann Lonjumeau dem König auch von der Wahl Möngkes zum neuen Großkhan berichten, der dem Christentum zugeneigt und mit dem Priesterkönig Johannes familiär verbunden sei. Wilhelm von Rubruk begegnet in dieser Zeit sehr wahrscheinlich dem aus der Mongolei zurückgekehrten Dominikaner.
- Als die Nachricht der Gefangennahme von König Ludwig IX. während des sechsten Kreuzzugs im Vorjahr nach Frankreich dringt, beginnt dort der Hirtenkreuzzug von 1251 gegen Adel und Klerus.

#### Levante und Nordafrika
- 2. Februar: Am östlichen Rand des Nildeltas in der Nähe des Ortes al-Salihiyya kommt es zur Schlacht von al-Kura zwischen einem Heer der in Ägypten herrschenden Mamluken unter Sultan al-Mu'izz Aybak und Faris ad-Din Aktay und einem Heer der in Syrien herrschenden Ayyubiden unter dem Befehl von an-Nasir Yusuf. Die siegreichen Mamluken können damit ihre im Vorjahr von den Ayyubiden errungene Herrschaft über Ägypten festigen und ziehen bereits am 4. Februar wieder in Kairo ein.
- Am 22. März führt Faris ad-Din Aktay einen Angriff auf Palästina durch und erobert Gaza, womit für Ägypten ein schützendes Vorfeld geschaffen wird. Der militärisch geschwächte an-Nasir Yusuf zieht sich nach Damaskus zurück und sucht ein Bündnis mit den Kreuzfahrerstaaten in der Levante gegen die Mameluken. Damit ergibt sich zwischen Kairo, Damaskus und Akkon für die kommenden Jahre ein Machtgleichgewicht im Orient.

#### Mongolisches Reich
- Bei einem von den Söhnen Toluis und der Goldenen Horde unter Batu Khan einberufenen Kurultai beim Fluss Cherlen wird Möngke Khan mit Unterstützung seiner Mutter Sorkhatani Beki zum vierten Großkhan der Mongolen ernannt. Ogul Qaimish, die seit dem Tod ihres Mannes Güyük Khan, des dritten Großkhans, die Regentschaft über das Reich geführt hat, weigert sich, zu dem Treffen zu erscheinen. Die meisten der Söhne Ögedeis und Tschagatais unterstützen sie dabei.
- Nachdem Möngke gewählt worden ist, versuchen Oguls Söhne und Ögedeis Enkel Shiremun ihn zu stürzen. Als die Verschwörung aufgedeckt wird, wird Khoja zur südchinesischen Front verbannt und Shiremun hingerichtet. Ogul und Shiremuns Mutter Qadaqach werden zum Hof des Khans berufen und verhaftet, Ogul gefoltert und hingerichtet. Auch die Nachkommen Tschagatais werden entmachtet, während Batu Khan zum Mitregenten erhoben wird.

#### Stadtrechte und urkundliche Ersterwähnungen
- Erste urkundliche Erwähnung von Brettheim, Diepflingen, Essel, Gordisa, Guggenhausen, Leuth, Rosenberg (Baden), Safnern, Siegelau, Tambach und Wiliberg
- Dorsten erhält Stadtrechte durch den Erzbischof von Köln, Konrad von Hochstaden.

### Religion

#### Kirchenhierarchie
- Gerhard von Hoya folgt dem am 28. Juni verstorbenen Luder von Borch als Bischof von Verden.
- Otto von Mehringen wird Bischof von Brandenburg.

#### Klostergründungen
- Das Kloster Prières wird von Herzog Johann I. der Bretagne gestiftet und reich dotiert. Der Gründungskonvent kommt aus dem Kloster Buzay. Damit gehört das Kloster der Filiation der Primarabtei Clairvaux an. Zu den Temporalia des Klosters gehören die Salinen von La Guérande.
- Erste urkundliche Erwähnung des Stralsunder Katharinenklosters

### Katastrophen
- Der Stadtbrand von Lübeck führt zu vermehrtem Steinbau als Brandschutz.

## Geboren

### Geburtsdatum gesichert
- 7. April: George de Cantilupe, englischer Adeliger († 1273)
- 26. Mai: Burchard von Avesnes, Bischof von Metz († 1296)
- 5. Juni: Hōjō Tokimune, japanischer Regent des Kamakura-Shogunates und Anführer der japanischen Streitkräfte bei der Abwehr der beiden Mongoleninvasionen in Japan († 1284)

### Genaues Geburtsdatum unbekannt
- Peter I., französischer Prinz, Graf von Alençon und Le Perche sowie Graf von Blois und Chartres und Herr von Guise († 1283)

### Geboren um 1251
- Geoffroy de Charnay, französischer Adeliger und Ritter des Templerordens, zusammen mit Jacques de Molay hingerichtet († 1314)
- 1251/1260: Heinrich III., Herzog von Glogau, Steinau, Sprottau und Sagan († 1309)

## Gestorben

### Todesdatum gesichert
- 16. Januar: Přibyslav von Křižanov, mährischer Adeliger, Kastelan der Burg Veveří, Burggraf von Brünn
- 9. Februar: Matthäus II., Herzog von Lothringen (* um 1193)
- 22. Februar: William de Cantilupe, englischer Adeliger
- 27. Februar: Thomas I. von Aquino, Graf von Acerra und Regent von Sizilien
- 31. März: Wilhelm von Modena, Bischof von Modena, Kardinalbischof von Sabina. päpstlicher Legat für Livland, Preußen, Holstein, Estland, Semgallen, Samland, Kurland, Wierland, Guland (Öland?), Bornholm, Rügen und Gotland
- 23. Mai: Berthold V., Graf von Andechs-Meran, Erzbischof von Kalocsa und Patriarch von Aquileia (* um 1180)
- 6. Juni: Wilhelm II., Herr von Dampierre und Graf von Flandern (* 1224)
- 18. Juni: Jutta von Holte, Äbtissin im Stift Nottuln und im Stift Metelen
- 28. Juni: Luder von Borch, Bischof von Verden
- 25. August: Gunner, dänischer Geistlicher und Bischof des Bistums Viborg, Hauptverfasser des Jütischen Rechts (* 1152)

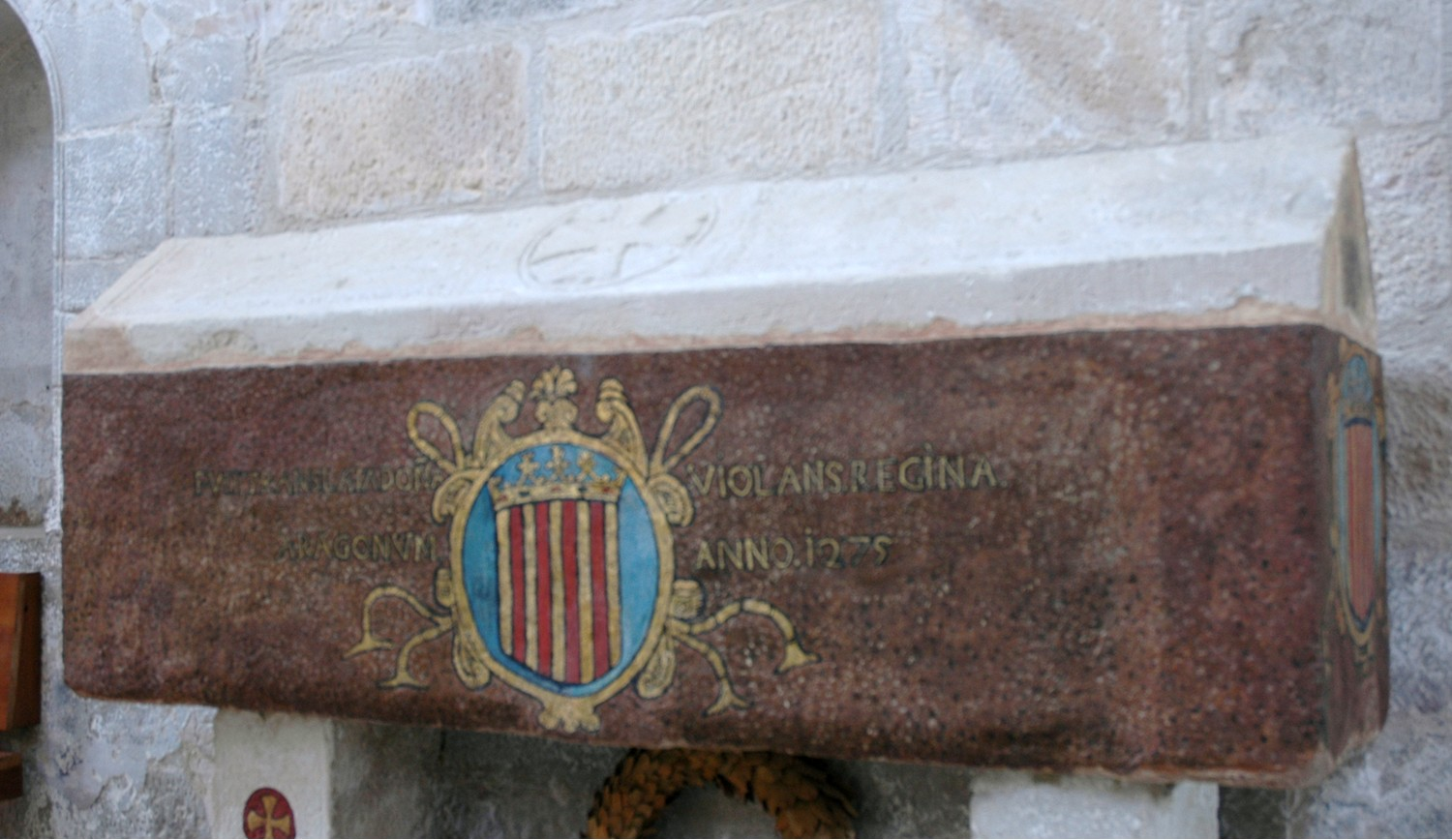
Grab der Yolanda von Ungarn

- 9. Oktober: Yolanda von Ungarn, Königin von Aragón (* 1219)
- 16. Oktober: Volkard von Neuburg, Bischof von Chur

### Genaues Todesdatum unbekannt
- Januar: Ferchar, 1. Earl of Ross, schottischer Adeliger (* um 1190)
- Godan Khan, mongolischer Khan (* 1206)
- Gwladus ferch Llywelyn, walisische Prinzessin keltischer Herkunft (* um 1195)
- Johann II., Graf von Roucy und Herr von Pierrepoint
- Knut Magnusson, schwedischer Adeliger in Västergötland
- Nikolaus von Castro Arquato, lateinischer Patriarch von Konstantinopel
- Otto I., Graf von Oldenburg (* um 1175)
- Pétronille, Gräfin von Bigorre sowie Vizegräfin von Marsan und Nébouzan (* um 1184)
- Ogul Qaimish, Regentin des Mongolenreichs (* vor 1216)
- Sakya Pandita, Gründer der Sakya-Tradition des tibetischen Buddhismus (* 1182)

### Gestorben um 1251
- Friedrich I., Graf zu Castell
- Heinrich II., Graf von Nassau (* 1190)